# 風の旅人
『風の旅人』（かぜのたびびと）は、 (株）かぜたび舎が発行する、旅行をテーマとした日本発の本格的グラフィック誌。編集長は佐伯剛。
2003年の4月に、旅行代理店・ユーラシア旅行社の専務取締役であった佐伯剛によって創刊され、2011年10月に発行された第44号で一度休刊になる。その後、佐伯が（株）かぜたび舎を設立し、2012年12年に復刊。年に2回（12月、6月）発行されている。
管啓次郎の読売文学賞受賞作『斜線の旅』の初出誌である。

## 主な寄稿者
- 白川静
- 養老孟司
- 日高敏隆
- 河合雅雄
- 川田順造
- 松井孝典
- 安田喜憲
- 樺山紘一
- 岩槻邦男
- 保坂和志
- 梨木香歩
- 茂木健一郎
- 小栗康平
- 前田英樹
- 管啓次郎
- 田口ランディ
- 今福龍太
- 姜信子
- 蛭川立
- 酒井健
- 佐伯啓思
- 原広司
- 伊勢崎賢治
- 小池博史

等。

## 主な写真家
- 野町和嘉
- 水越武
- 中村征夫
- 今森光彦
- セバスチャン・サルガド
- 石元泰博
- 細江英公
- 川田喜久治
- 東松照明
- 内山英明
- 斎藤亮一
- 中藤毅彦
- 古賀絵里子
- 大山行男
- 石川梵
- 岡原功祐
- 前川貴行
- 広川泰士
- 中野正貴
- 大西成明
- 北義昭
- 井津建郎
- 山下大明

等。